# 添え字
添え字（そえじ）は、文字の右上、左上、右下、左下のいずれかに書かれる文字のことである。上付き文字や下付き文字、漢文の送り仮名などは添え字のひとつである。

## 例
- x2 - 冪乗を表す「2」は添え字である。
- H2 - 水素分子の化学式。水素原子の数を表す「2」は添え字である。
- 2H - 重水素の化学式。質量数を表す「2」は添え字である。
- NA - アボガドロ定数を表す記号。「A」は添え字である。
- 不レ可（べからず） - 漢文訓読の返り点。「レ」は添え字である。